# Mszana (Basses-Carpates)
Pour l’article homonyme, voir Mszana.
Mszana est une localité polonaise de la gmina de Dukla, située dans le powiat de Krosno en voïvodie des Basses-Carpates.